# 로돕신
로돕신(Rhodopsin)은 광변환(visual phototransduction)에 수반되는 빛에 민감한 수용체 단백질이다. 이 용어는 분홍색을 띄기 때문에 장미를 의미하는 고대 그리스어 낱말 로돈(ῥόδον), 시야를 의미하는 옵시스(ὄψις)에서 비롯된 것이다. 로돕신은 망막의 간상세포에서 발견되는 생물 색소이며 G 단백질 연결 수용체(GPCR)이다. 광전환이 가능한 옵신기에 속한다. 로돕신은 빛에 극히 민감하므로 저조도 환경에서 시력을 사용할 수 있게 한다. 로돕신이 빛에 노출될 때 즉시 광표백된다. 인간의 경우 약 30분 안에 완전히 재생성되며 그 뒤 간상세포는 더 민감성을 보인다.
로돕신은 1876년 프란츠 크리스티안 볼에 의해 발견되었다.

## 같이 보기
- 수용체
- 옵신
- 멜라놉신
- 척추동물 시각 옵신